# Pentila tropicalis
Pentila tropicalis är en fjärilsart som beskrevs av Jean Baptiste Boisduval 1847. Pentila tropicalis ingår i släktet Pentila och familjen juvelvingar. Inga underarter finns listade i Catalogue of Life.

## Bildgalleri

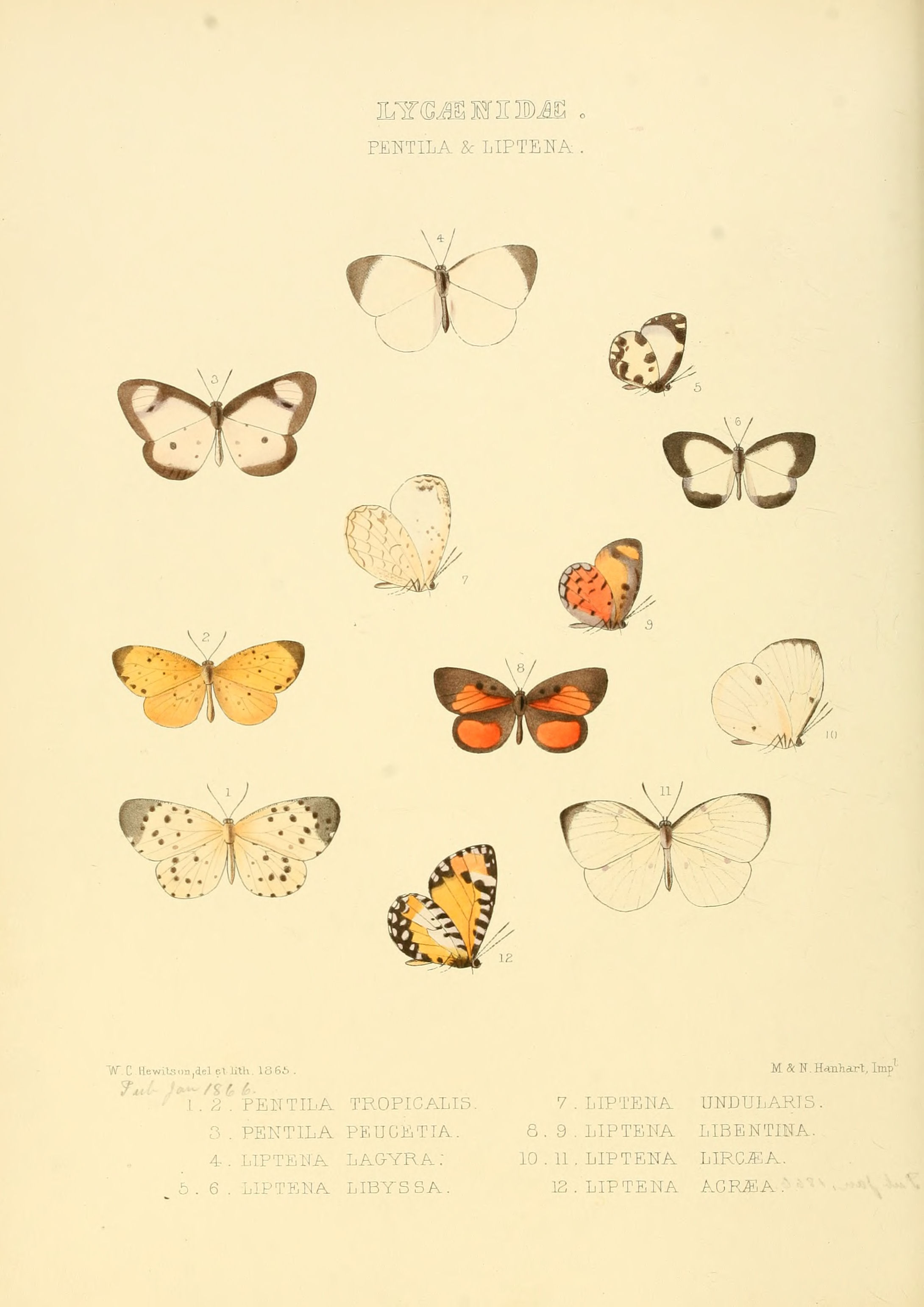
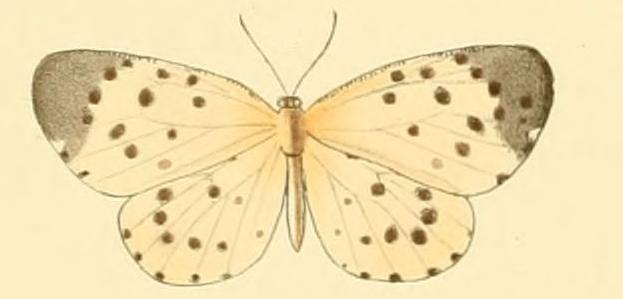
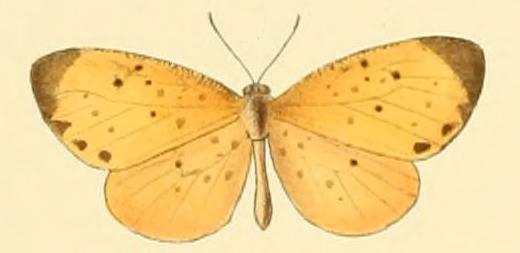